# 高専柔道

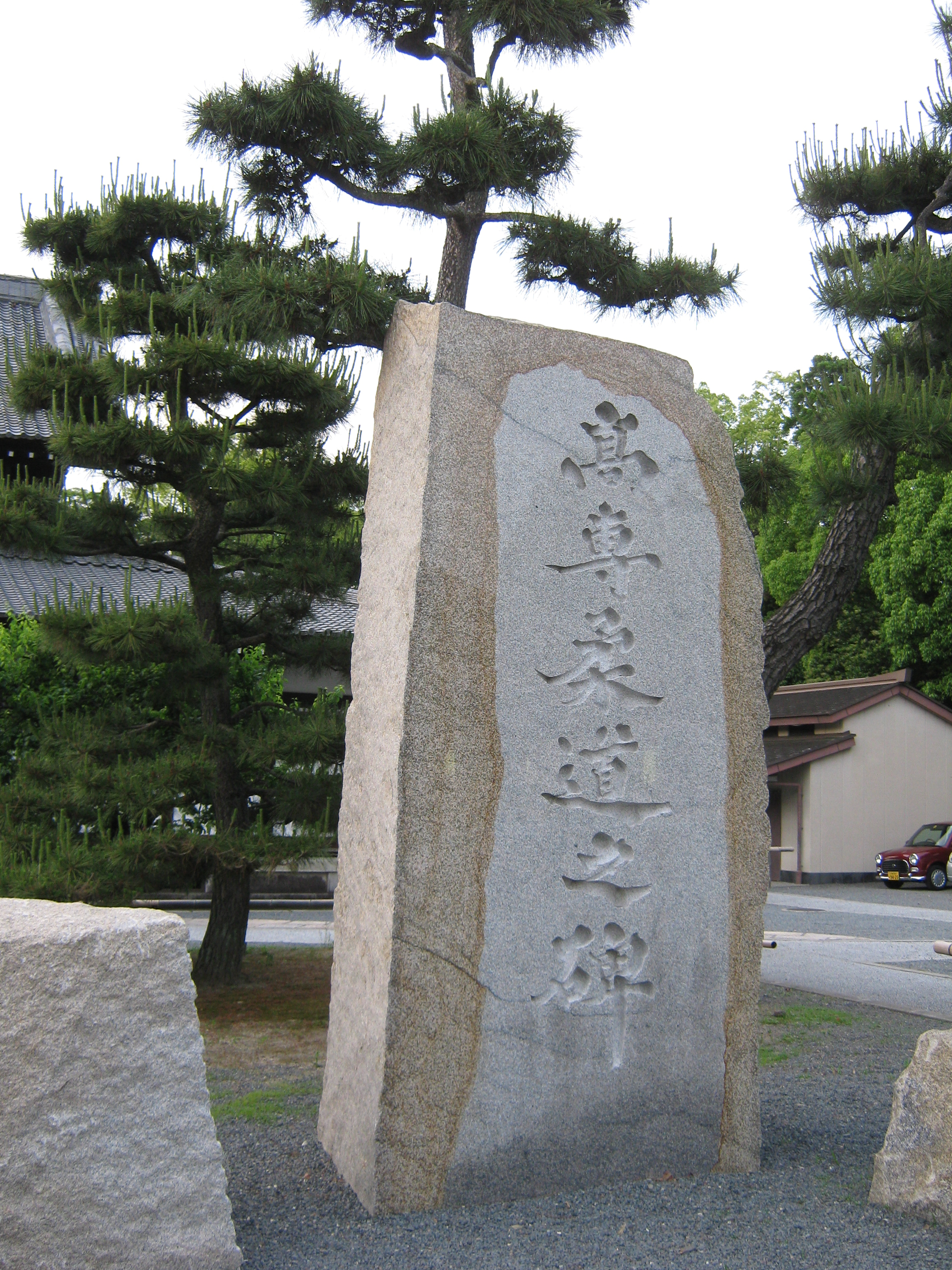
高専柔道の碑。高専柔道が始まった京都旧武徳殿前に建立されている

高専柔道（こうせんじゅうどう）は、旧制高等学校・大学予科・旧制専門学校の柔道大会で行なわれた寝技中心の柔道の略称。1898年（明治31年）、東京の第一高等学校と仙台の第二高等学校の柔道部の間で行われた対抗戦に端を発する。立ち技から直接寝技に引き込むことが認められ、優勢勝ちがないなど、講道館とはルールが異なる。柔道における三角絞めは高専柔道から生まれた技術を講道館柔道が採用した技である。
ブラジリアン柔術が注目されるにつれて、柔道の試合スタイルが近い高専柔道が再評価されている。ブラジリアン柔術界からは、寝技が重視され、レスリングやサンボと異なり、引き込んで寝技で下になってもガードポジションを取っていればスコア・ポイントが取られない、との共通性から、技術などが注目されている。政財界、文化界にも永野重雄、正力松太郎、井上靖、松前重義ら多くの人材を生み出した。高専柔道を舞台にした文学作品に井上靖の『北の海』がある。戦後は旧帝大で行われている七帝柔道が高専柔道の流れを引きついでいる。

## 寝技中心の柔道
ルールの最も大きな特徴は、寝技において明らかに進展がないときに審判が「待て」とする規定がないことである。寝技で膠着しても審判は「待て」をかけないので、延々と寝技の攻防が続く。一方で1934年の書籍『新柔道 寝技篇』（星崎治名）に掲載された高専柔道の大会規定では「足搦みの形になり変化なきときは之を別れしむ」とある（膝関節技の足緘については既に禁止技であった）。また、「場外」という概念がなく、試合者が会場の縁で攻防していると、主審に「そのまま」と試合を止められ、試合場中央で同じ体勢に組み合って「よし」で試合再開となる。
さらに、普通の柔道は投技を掛けてもつれたときのみに寝技への移行が許されているが、高専柔道では寝技への引き込みが認められており、自由に寝技にいける。そのため、試合が始まるや、立技を掛けることなく、どちらかが引き込んで寝技になることが多い。投技での一本勝ちも認められるので、立技の強者が活躍することもある。
このように寝技に特化していったのは、多人数団体戦の抜き勝負のため、各校とも白帯を多数入部させ部員の半数近くが大学から柔道を始める初心者で占めることが大きな理由であるとされる。寝技は立技よりも天賦の才に左右される部分が少なく、かつ短期間で技術の向上ができるため、寝技中心に移行していった。そして寝技の技術が異常に発達していく。
また、作家の増田俊也によると、足挟み（ヘッドシザース）が禁止されていた。寝技の「待て」がないので、足挟みを許していると足挟みのままの膠着が多くなるためである。増田によると三角絞はこのルールがあったからこそ、その隙をついて生れたものだとしている。
入学までまったくスポーツ経験のない小柄な選手が、入学前に実績を残した既成の有名選手を卒業時に実力で抜いてしまうこともよくある。これらは寝技が研究と練習によって進歩できることを証明している。
1941年以降、講道館柔道で寝技への引き込みが禁止されているのは、高専柔道の強豪校のひとつ六高が警視庁との団体戦で圧勝したり講道館紅白試合で寝技に引きずり込んで大勢を抜き去ったりする事件が続出したためである。この高専柔道の寝技偏重の姿勢を嫌った講道館がルールを変えてまで寝技の封じ込めてしまった。いかにかつての高専柔道の寝技技術が突出していたかがわかる。
講道館柔道やブラジリアン柔術、総合格闘技（MMA）などで使われている三角絞など各種絞技・関節技の多くは、もともとこの高専柔道で旧制高校生や帝大生によって開発された新技術であった。のちに柔道で禁止されていた脚への関節技、膝十字なども高専柔道で開発された新技術であった。四高出身の星崎治名は地獄絞も従来、講道館にはなく高専柔道から生まれ出た技であることを1934年の自著で述べている。その新技術開発合戦はとてつもなく高いレベルで争われていた。高専大会には毎年各校が新技術を引っさげて出場した。

## 歴史

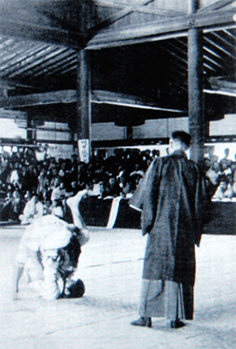
高専柔道大会で新兵器「前三角絞め」を繰りだす六高選手（1920年代の写真）

- 1898年（明治31年）4月、高専柔道誕生。一高大教場にて第1回一高対二高対抗戦[11]。
- 1910年（明治43年）、一高対二高の対抗戦で足緘（ヒールホールドの原型[要出典]）により一高選手が膝関節を脱臼。後に禁止技となる。
- 1914年（大正3年）、最初の高等・専門学校柔道大会となる第1回全国高専柔道大会（京都帝大主催）が開催。
- 1920年（大正9年）、六高が東京に遠征。警視庁に5人残（25人の勝ち抜き戦）で勝利する。
- 1921年（大正10年）、足の大逆（膝十字固め）が使用されたが、後に禁止技となる。金光弥一兵衛やのちの六高生早川勝らにより松葉搦み（三角絞め、腕挫三角固）が編み出される[12]。
- 1926年（大正15年）、東京・京都・九州・東北の四帝大で帝大柔道会を結成（高専柔道大会の主催者となる）[13]。
- 1926年（大正15年）、六高を指導していた金光弥一兵衛が自著『新式柔道』で足緘を「足搦」、足の大逆を「足挫十字固」、松葉の形ではなく足首と膝裏で両脚を組む形の松葉搦みの前三角絞を「松葉搦の絞」[14]、腕挫三角固の表三角固と後三角固を「腕挫松葉固」として紹介する[15]。
- 1927年（昭和2年）、第1回全国高商柔道大会（全国高商柔道連盟主催、神戸高商[16]主管）が開催される。
- 1931年（昭和6年）、第1回全国高工柔道大会（東京工大主催）が開催される。
- 1937年、東部予選トーナメントに向け、木村政彦を擁する拓大予科が横三角絞、同志社高商が「立三角絞め」を開発。増田俊也は、立三角絞めがどんな技だったか資料はないが飛びつき前三角絞か立ち姿勢からの亀姿勢の相手への後三角絞ではないか、としている[17]。
- 1944年（昭和19年）、最後の高等・専門学校柔道大会となる第1回九州地方高専柔道錬成大会が開催。

## 全国高専柔道大会歴代優勝校
主催:京都帝大〜帝大柔道会〜帝大柔道連盟
| 年次                 | 回数   | 優勝校                                                      | 優勝校                                                      | 優勝校                                                      | 優勝校                                                      |
| -------------------- | ------ | ----------------------------------------------------------- | ----------------------------------------------------------- | ----------------------------------------------------------- | ----------------------------------------------------------- |
| 1914年（大正3年）    | 第1回  | 四高                                                        | 四高                                                        | 四高                                                        | 四高                                                        |
| 1915年（大正4年）    | 第2回  | 四高                                                        | 四高                                                        | 四高                                                        | 四高                                                        |
| 1916年（大正5年）    | 第3回  | 四高／六高（両校優勝）                                      | 四高／六高（両校優勝）                                      | 四高／六高（両校優勝）                                      | 四高／六高（両校優勝）                                      |
| 1917年（大正6年）    | 第4回  | 四高                                                        | 四高                                                        | 四高                                                        | 四高                                                        |
| 1918年（大正7年）    | 第5回  | 四高                                                        | 四高                                                        | 四高                                                        | 四高                                                        |
| 1919年（大正8年）    | 第6回  | 四高                                                        | 四高                                                        | 四高                                                        | 四高                                                        |
| 1920年（大正9年）    | 第7回  | 四高                                                        | 四高                                                        | 四高                                                        | 四高                                                        |
| 1921年（大正10年）   | 第8回  | 五高 （四高と六高が準決勝戦で引分。五高は決勝戦で不戦優勝） | 五高 （四高と六高が準決勝戦で引分。五高は決勝戦で不戦優勝） | 五高 （四高と六高が準決勝戦で引分。五高は決勝戦で不戦優勝） | 五高 （四高と六高が準決勝戦で引分。五高は決勝戦で不戦優勝） |
| 1922年（大正11年）   | 第9回  | 六高                                                        | 六高                                                        | 六高                                                        | 六高                                                        |
| 1923年（大正12年）   | 第10回 | 六高                                                        | 六高                                                        | 六高                                                        | 六高                                                        |
| 1924年（大正13年）   | 第11回 | 六高                                                        | 六高                                                        | 六高                                                        | 六高                                                        |
| 1925年（大正14年）   | 第12回 | 北大予科                                                    | 北大予科                                                    | 六高○                                                       | 六高○                                                       |
| 1926年（大正15年）   | 第13回 | 北大予科                                                    | 北大予科                                                    | 六高○                                                       | 山口高商                                                    |
| 1927年（昭和2年）    | 第14回 | 北大予科                                                    | 北大予科                                                    | 六高○                                                       | 五高                                                        |
| 1928年（昭和3年）    | 第15回 | 北大予科                                                    | 北大予科                                                    | 六高○                                                       | 山口高                                                      |
| 1929年（昭和4年）    | 第16回 | 北大予科                                                    | 北大予科                                                    | 六高○                                                       | 五高                                                        |
| 1930年（昭和5年）    | 第17回 | 北大予科                                                    | 北大予科                                                    | 松山高○                                                     | 山口高商                                                    |
| 1931年（昭和6年）    | 第18回 | 二高                                                        | 二高                                                        | 松山高○                                                     | 佐賀高                                                      |
| 1932年（昭和7年）    | 第19回 | 弘前高                                                      | 弘前高                                                      | 松山高○                                                     | 五高                                                        |
| 1933年（昭和8年）    | 第20回 | 弘前高                                                      | 弘前高                                                      | 六高○                                                       | 大分高商                                                    |
| 1934年（昭和9年）    | 第21回 | 北大予科○                                                   | 北大予科○                                                   | 松山高                                                      | 大分高商                                                    |
| 1935年（昭和10年）   | 第22回 | 北大予科                                                    | 北大予科                                                    | 関西学院高商○                                               | 山口高商                                                    |
| 1936年（昭和11年）   | 第23回 | 拓大予科○                                                   | 拓大予科○                                                   | 名古屋高商                                                  | 東亜同文書院                                                |
| 1937年（昭和12年）   | 第24回 | 北大予科                                                    | 拓大予科                                                    | 同志社高商○                                                 | 東亜同文書院                                                |
| 1938年（昭和13年）   | 第25回 | 東北学院                                                    | 拓大予科                                                    | 関西学院高商○                                               | 長崎高商                                                    |
| 1939年（昭和14年）   | 第26回 | 東北学院                                                    | 拓大予科                                                    | 関西学院高商○                                               | 福岡高商                                                    |
| 1940年（昭和15年）   | 第27回 | 北大予科                                                    | 拓大予科                                                    | 松山高商○                                                   | 九州医専                                                    |
| 以後全国高専大会中止 |        |                                                             |                                                             |                                                             |                                                             |

- 1924年（大正13年）以前は京都帝国大学主催の全国高専大会。
- 1925年（大正14年）から東部戦、中部戦の優勝校を記載。○印は全国決勝大会優勝校。主催は東京帝大と京都帝大。
- 1926年（大正15年[13]）から東部戦、中部戦、西部戦の優勝校を記載。○印は全国決勝大会優勝校。主催は帝大柔道会。
- 1937年（昭和12年）から北部戦、東部戦、中部戦、西部戦の優勝校を記載。○印は全国決勝大会優勝校。主催は帝大柔道会。

## その他の高専柔道大会

### 全国高商柔道大会
主催:全国高商柔道連盟
| 年次               | 回数   | 優勝校              |
| ------------------ | ------ | ------------------- |
| 1927年（昭和2年）  | 第1回  | 山口高商            |
| 1928年（昭和3年）  | 第2回  | 山口高商            |
| 1929年（昭和4年）  | 第3回  | 名古屋高商 山口高商 |
| 1930年（昭和5年）  | 第4回  | 名古屋高商          |
| 1931年（昭和6年）  | 第5回  | 名古屋高商          |
| 1932年（昭和7年）  | 第6回  | 同志社高商          |
| 1933年（昭和8年）  | 第7回  | 同志社高商          |
| 1934年（昭和9年）  | 第8回  | 同志社高商          |
| 1935年（昭和10年） | 第9回  | 大分高商            |
| 1936年（昭和11年） | 第10回 | 大分高商            |
| 1937年（昭和12年） | 第11回 | 松山高商            |
| 1938年（昭和13年） | 第12回 | 松山高商            |
| 1939年（昭和14年） | 第13回 | 松山高商            |
| 1940年（昭和15年） | 第14回 |                     |
| 1941年（昭和16年） | 第15回 | 中止                |

- 1929年（昭和4年）より神戸商業大、大阪商科大後援。

### 全国高工柔道大会
主催:東京工大 大阪工大
| 年次               | 回数   | 優勝校            |
| ------------------ | ------ | ----------------- |
| 1931年（昭和6年）  | 第1回  | 横浜高工          |
| 1932年（昭和7年）  | 第2回  | 明治専門          |
| 1933年（昭和8年）  | 第1回  | 名古屋高工        |
| 1934年（昭和9年）  | 第2回  | 仙台高工          |
| 1935年（昭和10年） | 第3回  | 仙台高工          |
| 1936年（昭和11年） | 第4回  | 桐生高工 日大専工 |
| 1937年（昭和12年） | 第5回  | 日大専工          |
| 1938年（昭和13年） | 第6回  | 日大専工          |
| 1939年（昭和14年） | 第7回  | 上田蚕糸          |
| 1940年（昭和15年） | 第8回  | 上田蚕糸          |
| 1941年（昭和16年） | 第9回  | 中止              |
| 1942年（昭和17年） | 第10回 | 上田蚕糸          |

- 1931年（昭和6年）、東京工大主催
- 1932年（昭和7年）、前年優勝の横浜高工は明治専門学校が4年生を出場させていることに抗議して優勝旗を返還しないまま試合放棄

　　　　　　　　　　　　（以降、出場資格を3年生以下に限るとともに、横浜高工は参加が認められなくなる）
- 1933年（昭和8年）以降、東京・大阪工大主催
- 1936年（昭和11年）、決勝で決着がつかず両校優勝

## 関連書籍映像
- 『北の海』　井上靖の長編小説。高専柔道に魅了された主人公を描いた作品。
- 『高専柔道の真髄』高専柔道技術研究会　原書房 ISBN 4562037059
- 『高専柔道』クエストDVD
- 『平田鼎直伝 高専柔道』クエストDVD